# Esqui alpino nos Jogos Paralímpicos de Inverno de 2014 - Super-G masculino
A prova de super-g masculino do esqui alpino nos Jogos Paralímpicos de Inverno de 2014 foi realizada no Centro de Esqui Alpino Rosa Khutor, na Clareira Vermelha, em 9 de março de 2014.

## Medalhistas
|        | Atletas sentados    | Atletas em pé          | Deficientes visuais                    |
| ------ | ------------------- | ---------------------- | -------------------------------------- |
| Ouro   | JPN Akira Kano      | AUT Markus Salcher     | SVK Jakub Krako / Martin Motyka (guia) |
| Prata  | JPN Taiki Morii     | AUT Matthias Lanzinger | USA Mark Bathum / Cade Yamamoto (guia) |
| Bronze | CAN Caleb Brousseau | RUS Alexey Bugaev      | CAN Mac Marcoux / Robin Femy (guia)    |

## Resultados

### Atletas sentados
| Pos.              | Bib | Atleta                       | Tempo   | Diferença |
| ----------------- | --- | ---------------------------- | ------- | --------- |
| Medalha de ouro   | 53  | JPN Akira Kano               | 1:19.51 | —         |
| Medalha de prata  | 52  | JPN Taiki Morii              | 1:21.60 | +2.09     |
| Medalha de bronze | 55  | CAN Caleb Brousseau          | 1:22.05 | +2.54     |
| 4                 | 51  | USA Heath Calhoun            | 1:24.65 | +5.14     |
| 5                 | 63  | FRA Frederic Francois        | 1:25.07 | +5.56     |
| 6                 | 58  | NZL Corey Peters             | 1:26.17 | +6.66     |
| 7                 | 56  | USA Jasmin Bambur            | 1:26.36 | +6.85     |
| 8                 | 67  | AUT Philipp Bonadimann       | 1:26.84 | +7.33     |
| 9                 | 71  | CAN Kurt Oatway              | 1:29.10 | +9.59     |
| 10                | 75  | GBR Mick Brennan             | 1:30.48 | +10.97    |
| 11                | 65  | MEX Arly Velasquez           | 1:30.57 | +11.06    |
| 12                | 47  | SUI Maurizio Nicoli          | 1:31.78 | +12.27    |
| 13                | 77  | CRO Dino Sokolovic           | 1:33.42 | +13.91    |
| 14                | 62  | GER Franz Hanfstingl         | DNS     |           |
| 14                | 73  | AUT Reinhold Sampl           | DNS     |           |
| 14                | 74  | AUT Dietmar Dorn             | DNS     |           |
| 14                | 48  | GER Georg Kreiter            | DNF     |           |
| 14                | 49  | JPN Kenji Natsume            | DNF     |           |
| 14                | 50  | FRA Yohann Taberlet          | DNF     |           |
| 14                | 54  | SUI Christoph Kunz           | DNF     |           |
| 14                | 57  | GER Thomas Nolte             | DNF     |           |
| 14                | 59  | JPN Takeshi Suzuki           | DNF     |           |
| 14                | 60  | CAN Josh Dueck               | DNF     |           |
| 14                | 61  | AUT Roman Rabl               | DNF     |           |
| 14                | 64  | NED Kees-Jan van der Kloster | DNF     |           |
| 14                | 66  | USA Christopher Devlin-Young | DNF     |           |
| 14                | 68  | FRA Cyril More               | DNF     |           |
| 14                | 69  | JPN Akira Taniguchi          | DNF     |           |
| 14                | 70  | KOR Park Jong-Seork          | DNF     |           |
| 14                | 72  | CZE Oldrich Jelinek          | DNF     |           |
| 14                | 76  | NOR Thomas Jacobsen          | DNF     |           |

### Atletas em pé
| Pos.              | Bib | Atleta                      | Tempo   | Diferença |
| ----------------- | --- | --------------------------- | ------- | --------- |
| Medalha de ouro   | 23  | AUT Markus Salcher          | 1:20.92 | —         |
| Medalha de prata  | 25  | AUT Matthias Lanzinger      | 1:21.33 | +0.41     |
| Medalha de bronze | 29  | RUS Alexey Bugaev           | 1:22.30 | +1.38     |
| 4                 | 21  | FRA Vincent Gauthier-Manuel | 1:22.59 | +1.67     |
| 5                 | 22  | SUI Michael Brügger         | 1:24.11 | +3.19     |
| 6                 | 37  | USA James Stanton           | 1:24.66 | +3.74     |
| 7                 | 20  | FRA Romain Riboud           | 1:25.03 | +4.11     |
| 8                 | 31  | SVK Martin France           | 1:25.50 | +4.58     |
| 9                 | 16  | JPN Gakuta Koike            | 1:25.54 | +4.62     |
| 10                | 19  | FRA Cedric Amafroi-Broisat  | 1:25.58 | +4.66     |
| 11                | 26  | RUS Alexander Vetrov        | 1:26.36 | +5.44     |
| 12                | 42  | JPN Toshihiro Abe           | 1:27.82 | +6.90     |
| 13                | 32  | CAN Kirk Schornstein        | 1:27.83 | +6.91     |
| 14                | 40  | ITA Hansjörg Lantschner     | 1:28.68 | +7.76     |
| 15                | 24  | SUI Thomas Pfyl             | 1:28.86 | +7.94     |
| 16                | 46  | SUI Jochi Röthlisberger     | 1:33.07 | +12.15    |
| 17                | 35  | ITA Christian Lanthaler     | DNS     |           |
| 17                | 41  | JPN Masahiko Tokai          | DNS     |           |
| 17                | 45  | SUI Christophe Brodard      | DNS     |           |
| 17                | 17  | CAN Matt Hallat             | DNF     |           |
| 17                | 18  | AUS Toby Kane               | DNF     |           |
| 17                | 27  | RUS Alexander Alyabyev      | DNF     |           |
| 17                | 28  | AUS Mitchell Gourley        | DNF     |           |
| 17                | 30  | NZL Adam Hall               | DNF     |           |
| 17                | 33  | CAN Braydon Luscombe        | DNF     |           |
| 17                | 34  | JPN Hiraku Misawa           | DNF     |           |
| 17                | 36  | NED Bart Verbruggen         | DNF     |           |
| 17                | 38  | AUT Thomas Grochar          | DNF     |           |
| 17                | 39  | USA Ralph Green             | DNF     |           |
| 17                | 43  | USA Jonathan Lujan          | DNF     |           |
| 17                | 44  | POL Andrzej Szczesny        | DNF     |           |

### Deficientes visuais
| Pos.              | Bib | Atleta                                                    | País                | Tempo   | Diferença |
| ----------------- | --- | --------------------------------------------------------- | ------------------- | ------- | --------- |
| Medalha de ouro   | 3   | Jakub Krako Guia: Martin Motyka                           | SVK Eslováquia      | 1:20.58 | —         |
| Medalha de prata  | 7   | Mark Bathum Guia: Cade Yamamoto                           | USA Estados Unidos  | 1:20.71 | +0.13     |
| Medalha de bronze | 8   | Mac Marcoux Guia: Robin Femy                              | CAN Canadá          | 1:20.77 | +0.19     |
| 4                 | 4   | Yon Santacana Maiztegui Guia: Miguel Galindo Garces       | ESP Espanha         | 1:22.27 | +1.69     |
| 5                 | 9   | Ivan Frantsev Guia: German Agranovskii                    | RUS Rússia          | 1:26.00 | +5.42     |
| 6                 | 12  | Valerii Redkozubov Guia: Evgeny Geroev                    | RUS Rússia          | 1:26.66 | +6.08     |
| 7                 | 11  | Maciej Krezel Guia: Anna Ogarzynska                       | POL Polônia         | 1:27.13 | +6.55     |
| 8                 | 1   | Michal Beladic Guia: Filip Motyka                         | SVK Eslováquia      | 1:29.30 | +8.72     |
| 9                 | 14  | Radomir Dudas Guia: Michal Cerven                         | SVK Eslováquia      | 1:31.51 | +10.93    |
| 10                | 10  | Hugo Thomas Guia: Luana Bergamin                          | SUI Suíça           | DNS     |           |
| 10                | 2   | Alessandro Daldoss Guia: Luca Negrini                     | ITA Itália          | DNF     |           |
| 10                | 5   | Marek Kubacka Guia:Natalia Karpisova                      | SVK Eslováquia      | DNF     |           |
| 10                | 6   | Miroslav Haraus Guia: Maros Hudik                         | SVK Eslováquia      | DNF     |           |
| 10                | 13  | Gabriel Juan Gorce Yepes Guia: Josep Arnau Ferrer Ventura | ESP Espanha         | DNF     |           |
| 10                | 15  | Patrik Hetmer Guia: Miroslav Macala                       | CZE República Checa | DNF     |           |

Legenda
| Recorde mundial      | Recorde mundial (World record)               |                       | Recorde africano                      | Recorde africano (African) |                                           | Q | Classificado por posição (Qualified) |
| Recorde olímpico     | Recorde olímpico (Olympic record)            | Recorde da América    | Recorde da América (Americas)         | q                          | Classificado por melhor tempo (Qualified) |   |                                      |
| Melhor marca do ano  | Melhor marca do ano (World leading)          | Recorde asiático      | Recorde asiático (Asian)              | DNS                        | Não largou (Did not start)                |   |                                      |
| Recorde nacional     | Recorde nacional (National record)           | Recorde europeu       | Recorde europeu (European)            | DNF                        | Não terminou (Did not finish)             |   |                                      |
| Recorde pessoal      | Recorde pessoal do atleta (Personal best)    | Recorde da Oceania    | Recorde da Oceania (Oceania)          | DSQ / DQ                   | Desclassificado (Disqualified)            |   |                                      |
| Recorde da temporada | Recorde da temporada do atleta (Season best) | Recorde sul-americano | Recorde sul-americano (South America) | NM                         | Sem marca (No mark)                       |   |                                      |